# 아이젠하워가

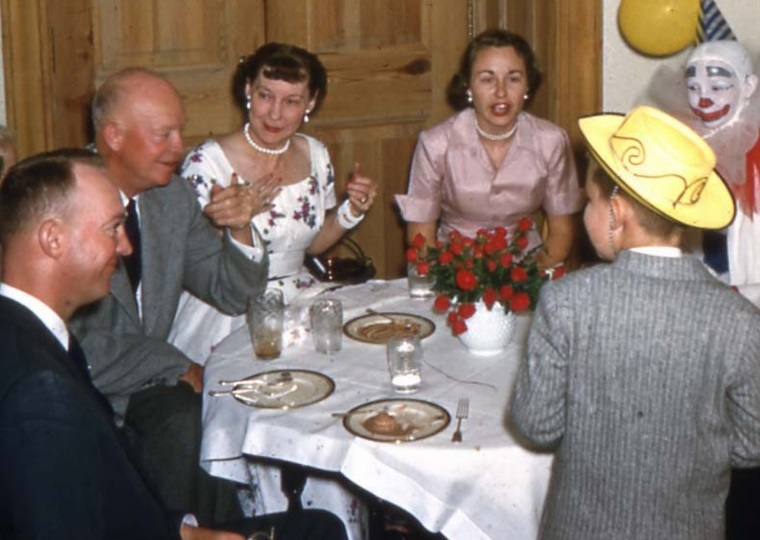
아이젠하워가

아이젠하워가(영어: Eisenhower Family)는 미국의 대통령 가문이다. 미국의 34대 대통령 드와이트 D. 아이젠하워와 그의 부인 매미의 가족은 주로 독일과 펜실베이니아, 네덜란드 출신이다. 그들은 아이젠하워의 부통령이었던 리처드 닉슨의 가족과 결혼하여 친척 관계에 있으며, 후에 미국의 37대 대통령이 되었다.